# Порыте-Яблонь
Порыте-Яблонь (пол. Poryte-Jabłoń) — деревня в Замбрувском повете Подляского воеводства Польши. Входит в состав гмины Замбрув. По данным переписи 2011 года, в деревне проживало 539 человек.

## География
Деревня расположена на северо-востоке Польши, на левом берегу реки Яблонка, на расстоянии приблизительно 4 километров (по прямой) к северо-западу от города Замбрув, административного центра повета. Абсолютная высота — 115 метров над уровнем моря. К юго-западу от Порыте-Яблони проходит национальная автодорога 63.

## История
Согласно «Списку населённых мест Ломжинской губернии», в 1906 году в деревне Порыте проживало 446 человек (214 мужчин и 232 женщины). В конфессиональном отношении большинство население деревни составляли католики (424 человека), остальные — евреи. В административном отношении деревня входила в состав гмины Длугоборж-Хлопский Ломжинского уезда. В период с 1975 по 1998 годы Порыте-Яблонь являлась частью Ломжинского воеводства.